# NGC 4267
NGC 4267 (również PGC 39710 lub UGC 7373) – galaktyka eliptyczna (E/SB0), znajdująca się w gwiazdozbiorze Panny. Odkrył ją William Herschel 17 kwietnia 1784 roku. Należy do Gromady w Pannie.